# Oshane Bailey
Oshane Andre Bailey (* 8. September 1989 in Kingston) ist ein jamaikanischer Sprinter, der sich auf den 100-Meter-Lauf spezialisiert hat.

## Sportliche Laufbahn
Erste internationale Erfahrungen sammelte Oshane Bailey bei den Zentralamerika- und Karibikjuniorenmeisterschaften 2006 in Port of Spain, bei denen er die Goldmedaille mit der jamaikanischen 4-mal-100-Meter-Staffel gewann. Zwei Jahre später gewann er bei den Juniorenweltmeisterschaften im polnischen Bydgoszcz holte er mit der jamaikanischen Mannschaft Silber in 39,25 s. 2010 gewann er bei den U23-NACAC-Meisterschaften in Miramar die Silbermedaille über 100 Meter sowie mit der Staffel und belegte bei den Zentralamerika- und Karibikspielen in Mayagüez die Silbermedaille mit der Staffel und belegte im Einzelbewerb den vierten Platz. Bei den Commonwealth Games in Neu-Delhi erreichte er das Finale, konnte dort aber wegen einer Verletzung nicht antreten.
Mit der jamaikanischen 4-mal-100-Meter-Stafette holte er bei den Zentralamerika- und Karibikmeisterschaften 2011 in Mayagüez Gold und belegte über 100 Meter erneut den vierten Platz. Bei den Panamerikanischen Spielen in Guadalajara wurde er im Halbfinale über 100 Meter disqualifiziert, wie auch mit der Staffel im Vorlauf. 2913 gewann er erneut Silber bei den CAC-Meisterschaften in Morelia und schied über 100 Meter in der ersten Runde aus. Bei den Weltmeisterschaften in Moskau wurde er im Vorlauf der 4-mal-100-Meter-Staffel eingesetzt und trug so zum Gewinn der Goldmedaille des jamaikanischen Teams bei.
2014 belegte er beim Panamerikanischen Sportfestival in Mexiko-Stadt den vierten Platz über 100 Meter in 10,39 s. Bei den Panamerikanischen Spielen in Toronto schied er mit der jamaikanischen Staffel im Vorlauf aus, gewann aber bei den NACAC-Meisterschaften in San José mit neuem Meisterschaftsrekord von 38,07 s die Goldmedaille. Bei den IAAF World Relays 2017 auf den Bahamas gewann er mit der 4-mal-200-Meter-Staffel die Bronzemedaille hinter Kanada und den Vereinigten Staaten. Im April 2018 nahm er erneut an den Commonwealth Games im australischen Gold Coast teil, schied dort im Halbfinale über 100 Meter aus und gewann in 38,35 s die Bronzemedaille mit der Staffel.
2010 wurde Bailey jamaikanischer Meister im 100-Meter-Lauf.

## Persönliche Bestzeiten
- 100 Meter: 10,11 s (+1,7 m/s), 9. Juli 2010 in Miramar
- 60 Meter (Halle): 6,64 s, 19. Februar 2016 in Fayetteville
- 200 Meter: 20,42 s (+0,6 m/s), 16. April 2016 in Kingston